# Tipe-X
Tipe-X es una banda musical de género ska formada en Yakarta, Indonesia, en 1995. El grupo está formado por su vocalista Tresno Riadi, el bajista Micky, el guitarrista Yoss, el baterista Arie Hardjo, el guitarrista Billy y en el trombón Anto.
Tipe-X se dio a conocer con sus primeros singles que tuvieron éxito, con canciones como "genit", "Angan", "Sakit Hati", "Lagi-Lagi Sendiri", "Kamu Nggak Sendirian" y "Mawar Hitam". Su primer álbum titulado "SKA Fobia", fue lanzado en 1999.

## Discografía
| Año  | Álbum                   |
| ---- | ----------------------- |
| 1999 | SKA Phobia              |
| 2001 | Tak Pernah Mengerti     |
| 2003 | Super Surprise          |
| 2005 | Discography Hitam Putih |
| 2007 | A Journey               |
| 2009 | Festival Perasaan       |
| 2012 | SEVEN                   |